# Kysyl-Bel
Kysyl-Bel (kirgisisch Кызыл-Бел) ist ein Dorf in Kirgisistan mit – Stand 2021 – 7841 Einwohnern.

## Geographie
Das Dorf liegt im Rajon Batken des Oblus Batken. Es ist Teil der Landgemeinde Kara-Bak. Es liegt 9 Kilometer von Batken entfernt direkt an der Grenze zu Tadschikistan, unweit von Isfara. Im Dorf befindet sich der einzige Grenzübergang zu Tadschikistan. Das nächste Dorf ist Guliston auf der anderen Seite der Grenze.

## Bevölkerung
| Jahr | Einwohner |
| ---- | --------- |
| 2002 | 3269      |
| 2009 | 3849      |
| 2021 | 7481      |